# Ебергард I (герцог Вюртембергу)
Ебергард I Бородань (нім. Eberhard im Bart; 11 грудня 1445– 25 лютого 1496) — 1-й герцог Вюртембергу в 1495—1496 роках. За загальною нумерацією Ебергард V. Відновив єдність Вюртембергу.

## Життєпис
Походив з Вюртемберзького дому. Молодший син Людвіга I, графа Вюртемберг-Ураха, та Мехтільди Пфальцької. Народився 1445 року в Урасі. Здобував освіту під орудою гуманіста Йоганна Науклера, який надалі мав чималий вплив на Ебергарда.
1450 року втратив батька, після чого графом став його старший брат Людвіг II. У 1457 році після смерті останнього успадкував графство Вюртемберг-Урах як Ебергард I. З огляду на молодий вік опіку над ним взяв стрийко Ульріх I, граф Вюртемберг-Штутгарта. У 1459 році став правити самостійно. Спочатку поринув у розваги, нехтуючи державними справами.
З травня до листопада 1468 року Еберхард I вирушив на прощу до Єрусалиму, де став кавалером ордена Гробу Господнього. На знак цього він вибрав своїм символом долоню, а девізом — attempto («смію»). За легендою, привіз з собою з Палестини гілку глоду, з якої виростив своє улюблене дерево. Також склав обітницю ніколи більше не стригти бороди.
У 1472 році стикнувся з амбіціями свого вуйка Фрідріха I Віттельсбаха, курфюрста Пфальца, який претендував на частину Вюртемберг-Ураха. 1473 року за Ураським договором відступився від графства Монбельяр, підтвердивши володіння свого стриєчного брата Генріха з гілки Вюртемберг-Штутгарт. Водночас уклав з Ульріхом I, графом Вюртемберг-Штутгарта, договір, який мав регулювати спільне правонаступництво володінь Вюртемберзького дому. Потім допомагав тому придушити заколот сина.
1474 року уклав шлюб з представницею мантуанського роду Гонзага. 1475 року прийшов на допомогу повсталим містам Кельнського архієпископства. Допомагав місту Нойс проти армії Карла I, герцога Бургундії. 1476 року зі смертю курфюрста Пфальца зникла загроза володінням Ебергарда I.
Водночас з 1470 року активно займався розбудовою своїх міст, насамперед Ураха. Тут, зокрема, було зведено колегіальну церкву Св. Аманди (1478 рік) та лікарню (1480 рік). 1477 року заснував Тюбінгенський університет, де ректором став Йоганн Науклер, було запрошено вчених з усієї Німеччини, зокрема Йоганна Рехліна. Також запросив до своїх володінь представників католицьких релігійних рухів — Братство спільного життя і Нове благочестя — що заснували церкви в Урасі, Деттінген-ан-дер-Ермсі, Герренберзі, Айзіделі і Тахенгаузені. Приділяючи увагу розвитку монастирів і церков, заохочував розвиток освіти. Водночас Ебергард I видав наказ про виселення зі своїх володінь усіх жидів.
1482 року відвідав Рим, де домовився з папою римським Сікстом IV про незалежність Тюбінгенського університету від абатства Св. Георга. Також отримав від папи римського Золоту троянду. Того ж року уклав зі стриєчними братами Ебергардом і Генріхом Мюнзінгерську й Райхенвайєрську угоди, за якими отримав графства Вюртемберг-Штутгарт і Монбельяр. Внаслідок цього усі володіння Вюртемберзького дому було поєднано під владою Ебергарда I, який тепер звався Ебергардом V. Столиця знову повернута до Штутгарту.
1485 року уклав 10-річний союз з Сигізмундом Габсбургом, ерцгерцогом Передньої Австрії. 1488 року підтримав ініціативу імператора Фрідріха III щодо укладання земського миру в Швабії. Для цього було створено Швабську лігу, куди увійшло 22 міста, найбільші світські та духовні князівства. Надалі допомагав Максиміліанові Габсбургу приборкувати фламандські міста.
1490 року арештував свого стриєчного брата Генріха Вюртемберг-Моньельяра, оскільки той мав психічне захворювання. 1492 року рішенням Максиміліана Габсбурга, як правителя герцогства Бургундії, стає кавалером ордену Золотого руна. Імператор Фрідріх III Габсбург офіційно призначив Ебергарда V (I) опікуном Генріха Вюртемберг-Монбельяра.
1495 року під час рейхстагу в Вормсі Максиміліан I, король Німеччини, зробив Вюртемберг герцогством. також отримав титул герцога Текського, але звернення Ебергарда щодо надання йому титулу герцога Швабського було відхилено. З цього часу став зватися герцогом Ебергардом I. Натомість останній підписав договір, за яким у випадку вимирання чоловіків Вюртемберзького дому усі їх володіння переходили під безпосереднє управління імператором.
Помер в замку Гогентюбінген 1496 року від шигельозу і виразки сечового міхура. Спочатку він був похований у абатстві Святого Петра на Айнзіделі. Пізніше його тіло було перенесено до колегіальної церкви Тюбінгену. Владу успадкував його стриєчний брат Ебергард II.

## Родина
Дружина — Барбара, донька Лудовіко III Гонзага, маркіза Мантуї
Діти:
- Барбара (1475)

4 бастарди